# Iglesia de Santa Catalina (Caudete)
La iglesia de Santa Catalina V. y M. y San Miguel Arcángel en Caudete (Albacete, España) es un templo de culto católico. Las primeras referencias a esta parroquia son de 1341 cuando se dice que aquí se reunía el concejo municipal, si bien el edificio actual es posterior. La imponente torre- campanario de planta cuadrada data de 1499. 
Fue declarada Bien de Interés Cultural el 22 de diciembre de 1992 con el identificador del bien otorgado por el Ministerio de Cultura: RI-51-0007361.
Esta iglesia es la imagen más característica de Caudete. En ella se puede observar una superposición de los estilos gótico y renacentista, sin olvidar que parte de su emplazamiento corresponde a lo que fue la antigua mezquita mayor de la Villa. Su gran torreón-campanario cuenta con cinco campanas de bronce, tres de ellas del siglo XVIII. 
En el interior se aprecia una planta de cruz latina con su nave central y crucero y a lo largo de todo el edificio aparecen numerosas representaciones del escudo de los reyes de Aragón, patrocinadores de la construcción del templo, y del Reino de Valencia.
En 1532 Joan Ochoa finalizó la capilla mayor y Joan Reixach se encargó de terminar el retablo gótico del antiguo altar.
En 1550 se nombra a Joan Roque de Batea como maestro de obras y se proyecta la bóveda estrellada junto con las capillas del lado del Evangelio.

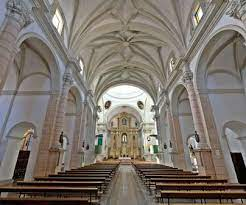
Interior de la iglesia de Santa Catalina

Entre 1553 y 1559 se terminan de construir las capillas adosadas al templo y en 1594 Cristòfol Llorenç realiza el retablo de San Gregorio.  
La construcción del templo avanzó con el alzado de la cúpula en el siglo XVIII, elemento muy característico de las iglesias levantinas. Se siguió el modelo de la cúpula de la Basílica de Santa María de Elche ya que el templo parroquial de Caudete compartía con esta iglesia elementos de la tramoya del Misterio de Elche que se utilizaban durante las representaciones de los Autos de Ntra. Sra. de Gracia (actuales Episodios Caudetanos) mientras éstos fueron representados en el interior del templo desde 1588 hasta 1791, cuando pasaron a representarse en el exterior. Como curiosidad de esta cúpula, en vez de tener representados a los cuatro Evangelistas en las pechinas, como es habitual, tiene a los tres arcángeles Miguel, Gabriel y Rafael y al santo Ángel de la Guarda. 
La última edificación que se proyectó en la iglesia fue la capilla de la Comunión, una capilla de grandes dimensiones que se terminó de construir en 1752 sobre el antiguo cementerio parroquial, anexa al lado del Evangelio del templo y muy cerca de la Puerta de Murcia del muro que rodeaba la villa. Debido a la construcción de esta capilla, el cementerio se trasladó en ese momento al cercano castillo, abandonado desde inicios del siglo XVI y en ruinas en esos momentos.

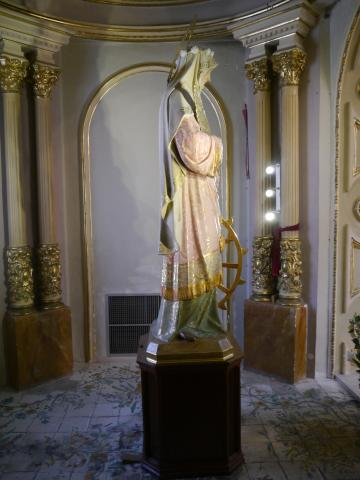
Camarín de Santa Catalina de Alejandría

### Interior del templo
En el interior, destaca la imagen del Dulce Nombre de Jesús del escultor Roque López tallada en el siglo XVIII y ubicado en capilla propia junto al altar mayor en el lado del Evangelio.      
Otras tallas que destacan son las de Santa Ana y San Cayetano, ambas colocadas en el retablo mayor rodeando el camarín de Santa Catalina, también del siglo XVIII.     
La Virgen del Rosario, patrona de Caudete hasta 1621 y ubicada en capilla propia junto al altar mayor del lado de la Epístola, fue reconstruida por el escultor Miguel Bañón Díaz en 1948 y se muestra vestida con un manto original del siglo XVII bordado en oro.      
La imagen de Nuestro Padre Jesús de la Gran Misericordia también fue reconstruida por Miguel Bañón Díaz en 1954 y es una de las imágenes de mayor devoción popular, especialmente durante la celebración de la Semana Santa.     
Junto a la entrada principal, en el lado del Evangelio, un mural de enormes dimensiones que representa el Bautismo de Cristo pintado por Pedro Torres Cotarelo custodia la pila bautismal.    
Especial mención merecen las Sagradas Formas Incorruptas, treinta y tres hostias consagradas que se mantienen íntegras desde 1936 y que a modo de reliquia hoy están custodiadas en el sagrario en la capilla de la Comunión.
En esta iglesia se realizan toques manuales de campanas, reconocidos como Patrimonio cultural inmaterial de la Humanidad.